# 喜山红眉朱雀
又称红眉朱雀，为雀科朱雀属的鸟类，该物种与中华朱雀及曙红朱雀的亚种曾被视为同种。分布于尼泊尔、不丹、锡金、印度以及中国大陆的甘肃、青海、四川、云南、西藏等地，主要栖息于高海拔的山区的灌木丛中，但冬季下降至较低海拔的山麓、河谷处，有时也出现在城市中。该物种的模式产地在尼泊尔。

## 分类和命名
喜山红眉朱雀、中华朱雀和曙红朱雀的亚种曾被视为是同一物种，称为「红眉朱雀」（C. pulcherrimus），2013年的一项研究使用2个线粒体基因和2个核基因构建了朱雀属的系统发育关系，结果显示与曙红朱雀（C. eos）更为接近，现已合并为同种，仍称曙红朱雀，学名相应改为；而喜山红眉朱雀与中华朱雀则拆分为两个不同物种，本种继承了原红眉朱雀的学名，后者则命名为。由于不同著者将「红眉朱雀」分配给不同物种，为免歧义，本文称二者为「中华朱雀」和「喜山红眉朱雀」。
2022年，“中国鸟类名录”10.0版将红眉朱雀的中文名修改为中华朱雀，而把喜山红眉朱雀的中文名修改为红眉朱雀。

## 亚种
拆分后的喜山红眉朱雀有以下两个亚种。
- 喜山红眉朱雀青藏亚种（学名：Carpodacus pulcherrimus argyrophrys）。在中国大陆，分布于甘肃、青海、四川、云南、西藏等地。该物种的模式产地在四川康定和云南增口。[9]
- 喜山红眉朱雀指名亚种（学名：Carpodacus pulcherrimus pulcherrimus）。分布于尼泊尔、锡金、印度以及中国大陆的珠穆朗玛峰、西藏等地。该物种的模式产地在尼泊尔。[10]

## 特征
喜山红眉朱雀体重约19.2克，翼长约75.5毫米，嘴峰长约12.3毫米，喙宽度约6.3毫米，喙厚度约7.4毫米，跗蹠长约19毫米，尾长约64.6毫米。与中华朱雀相比，喜山红眉朱雀尾部具有短分叉，眉纹较短及较窄，下体红色较黯淡。此种的叫声较为柔和，与北长尾山雀类似，而中华朱雀的叫声则更为尖锐、刺耳。

## 生态
喜山红眉朱雀为草食性，主要食物来源是植物的嫩芽、干果或种子，在非繁殖季节成小群在灌木丛中觅食。繁殖季6–9月，筑巢在灌木丛中，以植物的根、茎及动物毛发作为主要材料，卵为蓝绿色，每窝有卵4–5个。

## 生境
喜山红眉朱雀栖息在山地地区，主要在杜鵑花屬、栎属、沙棘属、刺柏属和锦鸡儿属等植物组成的灌木丛中以及植被稀疏的山地上活动。喜山红眉朱雀分布高度约在山地的林线附近，或略高于林线，繁殖季节在海拔3600-4500米的地区活动，在中国部分地区能分布至4650米；喜山红眉朱雀是部分垂直迁徙的物种，在非繁殖季节分布的海拔较低，约在2100-3600米的灌木丛中及林间空地、耕地边缘等地区活动，偶尔会出现在生境合适的城市公园中，有在拉萨市中心的分布记录。